# Joseph E. Johnston
Pour les articles homonymes, voir Johnston.
Joseph Eggleston Johnston (3 février 1807 - 21 mars 1891) est brigadier-général dans l'US Army et l'un des généraux les plus gradés de l'armée des États confédérés d'Amérique durant la guerre de Sécession. 
Il connut des victoires lors de la guerre civile notamment à la première bataille de Bull Run (ou Manassas au Sud) mais aussi des défaites à la campagne d'Atlanta et à la campagne des Carolines à l'issue de laquelle il signa la reddition de Bennett Place le 26 avril 1865, marquant sa capitulation et celle des 90 000 hommes de l'armée confédérée du Tennessee. Sa carrière militaire au sein de l'armée confédérée est marquée par de perpétuels conflits avec le président de la Confédération Jefferson Davis car il démontre durant toute cette période sa fine intelligence politique, réussissant à considérer sa responsabilité bien au-delà des opérations militaires.

## Jeunesse - avant guerre
Johnston naît à Farmville en Virginie à Longwood House, actuel résidence du Recteur de la Longwood University. Ses prénoms font référence au Major Joseph Eggleston sous qui son père a servi durant la guerre d'indépendance. Il entre à West Point et est diplômé en 1829 (la même année que Robert Lee). Il participe à la deuxième guerre séminole ainsi qu'à la guerre du Mexique où il est blessé à la bataille de Cerro Gordo et à celle de Chapultepec.
Il sert aussi en Californie et est nommé le 28 juin 1860 quartier-maître général (responsable de la logistique et de l'intendance) et obtient le grade de brigadier-général.
Johnston épouse Lydia McLane, mais ils n'auront pas d'enfant. Elle meurt en février 1887. Son frère, Charles Clement Johnston, est député et son neveu, John Warfield Johnston, est sénateur, tous les deux représentant la Virginie au Congrès.

## Guerre de Sécession

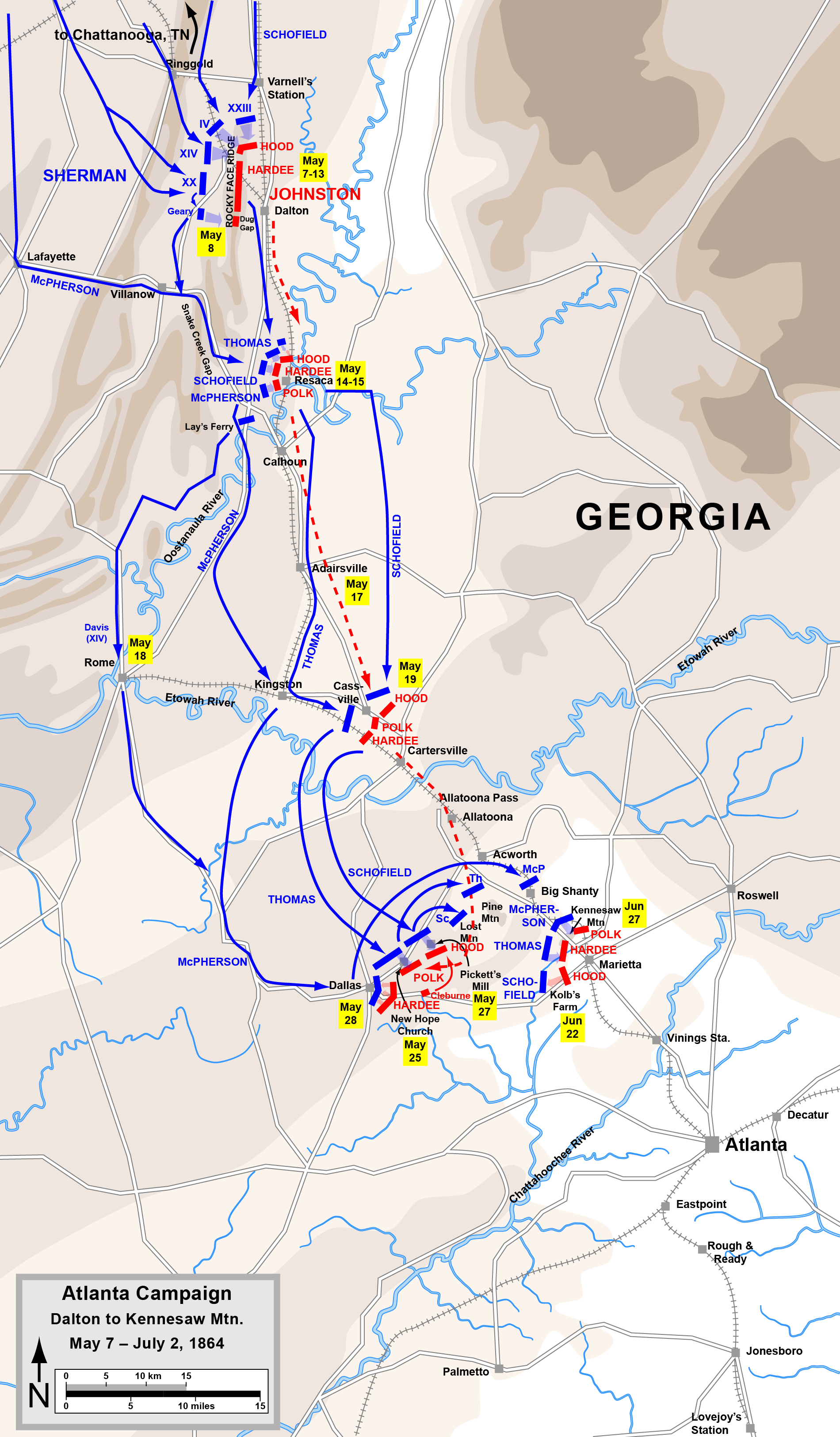
Plan de bataille de la campagne d’Atlanta du 7 mai au 2 juillet

Quand son État natal fait sécession de l'Union en 1861, Johnston démissionne de son poste de brigadier-général de l'armée, officier de plus haut rang à faire cela. Initialement nommé comme major-général dans la milice de Virginie le 4 mai, il est nommé brigadier-général dans l'armée confédérée dès le 14 mai. Johnston remplace Thomas J. "Stonewall" Jackson à Harpers Ferry en mai et organise l'armée de Shenandoah en juillet.
Lors de la première bataille de Bull Run (première bataille de Manassas pour les sudistes) en juillet 1861, Johnston amène des forces de la vallée de Shenandoah  pour renforcer celle du brigadier-général P.G.T. Beauregard mais lui cède la direction de la bataille bien qu'ayant plus d'ancienneté, mais peu de familiarité avec le terrain. Il réussit néanmoins à retirer une partie du crédit pour la victoire du sud. Après Bull Run, Johnston assiste Beauregard et William Porcher Miles dans le dessin et la production du drapeau de guerre confédéré. On doit à Johnston l'idée du drapeau carré.
En août, Johnston est promu full general — ce qui correspond à général 4 étoiles dans l'actuel US Army — mais n'est pas très satisfait que trois autres hommes qu'il dépasse dans le grade dans l'ancienne armée de l'Union, désormais le surpassent, même si le président Davis antidate sa promotion au 4 juillet. Johnston pense que comme il est l'officier le plus ancien à quitter l'armée de l'Union et rejoindre les Confédérés, il ne peut pas être derrière Samuel Cooper, Albert Sidney Johnston et Robert Lee. Seul Beauregard est placé derrière lui sur la liste des cinq nouveaux généraux. Cela conduit à un froid entre Johnston et Jefferson Davis qui perdurera pendant toute la guerre.

### Campagne de la péninsule
Le 21 juillet 1862, Johnston succède à Beauregard au commandement du département du Potomac(p877).

### Campagne d'Atlanta
Johnston est nommé à la tête de l'Armée du Tennessee après la défaite de son prédécesseur, Braxton Bragg, défait à Chatanoogga. Il a alors pour mission de stopper l'avance du nordiste Sherman et d'empêcher la capture d'Atlanta coûte que coûte. L'armée de Johnston se compose approximativement de 42 000 hommes, celle de Sherman 105 000.
Joe Johnston sait qu'il risque d'être anéanti en cas d'affrontement direct mais connaît le point faible de son ennemi, qui est dépendant d'une logistique de ravitaillement lourde et exposée aux raiders sudistes. À ce titre, Johnston demandera sans cesse l'appui de la cavalerie de Nathan Forrest, aide qui ne lui sera jamais accordée. Jefferson Davis veut que son général attaque l'ennemi, mais Johnston cherche à isoler les corps d'armée de Sherman pour les combattre un à un, de Dalton à Atlanta en passant par Marietta. Il n'aura jamais d'occasion franche. Sherman avance inexorablement sur Atlanta. Entretemps Jefferson Davis remplace Johnston par John Bell Hood, au grand dam de ses hommes qui l'apprécient beaucoup. Après plusieurs escarmouches infructueuses pour prendre Atlanta, Sherman lance, le 31 août, une grande partie de son armée à l'assaut de la voie ferrée au sud de la ville. L'offensive est un succès. Le 1er septembre, l'armée confédérée évacue Atlanta.

## Après-guerre

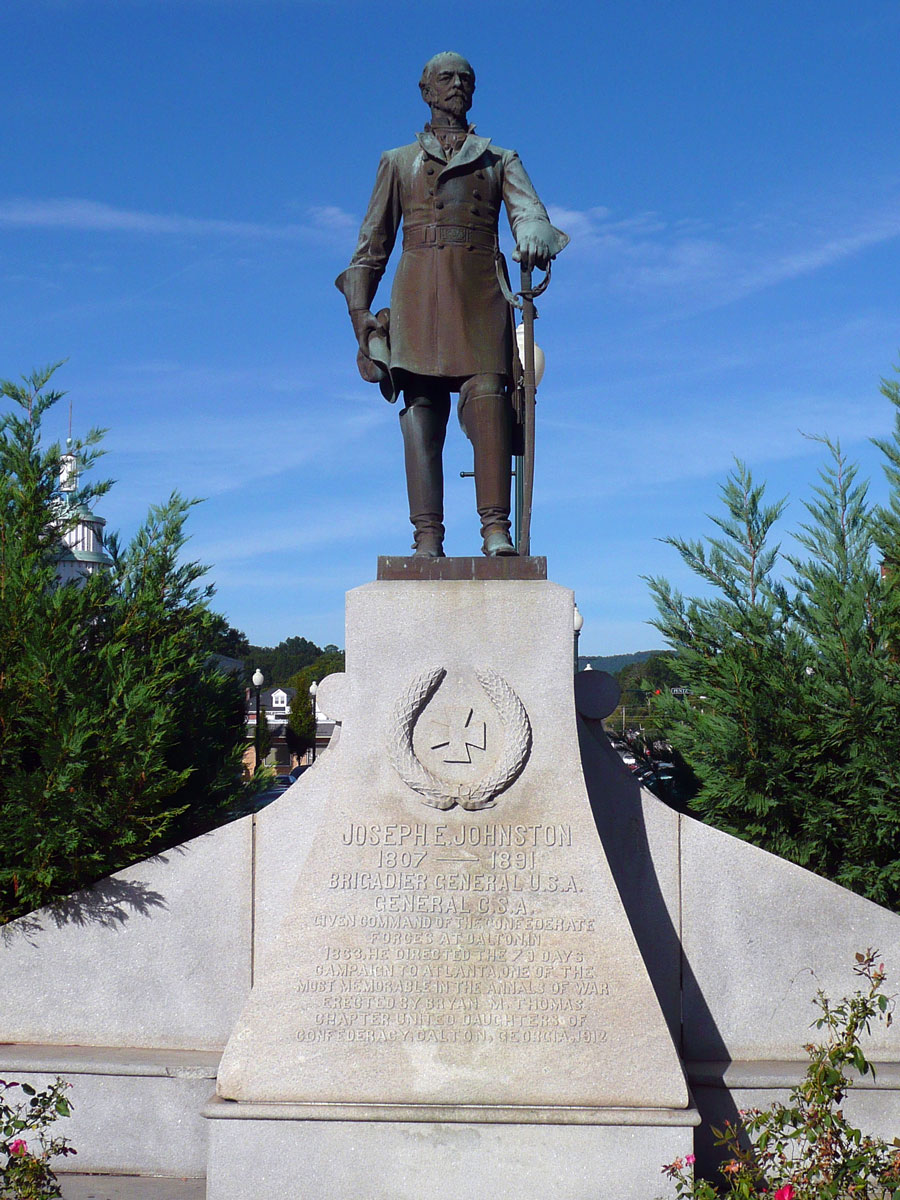
Statue de Johnston à Dalton en Géorgie où il prit le commandement de l'armée du Tennessee.

Après la guerre, Johnston s'installe à Savannah en Géorgie et est président d'une compagnie ferroviaire de l'Arkansas. Il travaille aussi dans le monde de l'assurance entre 1868 et 1869. Il retourne en Virginie et s'installe à Richmond en 1877 et devient président d'une compagnie de messagerie. Il siège comme représentant démocrate de la Géorgie à la chambre des représentants des États-Unis de 1879 à 1881 mais ne se représente pas à la fin de son mandat. Il est commissaire aux chemins de fer dans l'administration du président Grover Cleveland.
Son analyse de ses activités durant la guerre civile dans Narrative of Military Operations, publié en 1874, est très critique à l'encontre de Davis, le président confédéré et de beaucoup de ses collègues généraux.
Johnston, comme Lee, n'oublie jamais la magnanimité de l'homme à qui il s'est rendu et ne permet jamais un mot déplacé contre Sherman en sa présence. Il officie même pendant ses obsèques.  Durant la procession funèbre à New York, le 19 février 1891, il reste avec son chapeau ôté en signe de respect dans le froid et la pluie. À quelqu'un qui lui recommandait de remettre son chapeau pour se protéger, Johnston répond « Si j'étais à sa place et lui à la mienne, il aurait gardé son chapeau enlevé. ».  Il attrape une pneumonie et meurt quelques semaines plus tard. Il est enterré au cimetière de Green Mount à Baltimore.
Le seul monument public qui lui soit dédié est érigé à Dalton en Géorgie en 1912. Durant la seconde guerre mondiale, l'US Navy nommera un liberty ship en son honneur.